# ハビアン

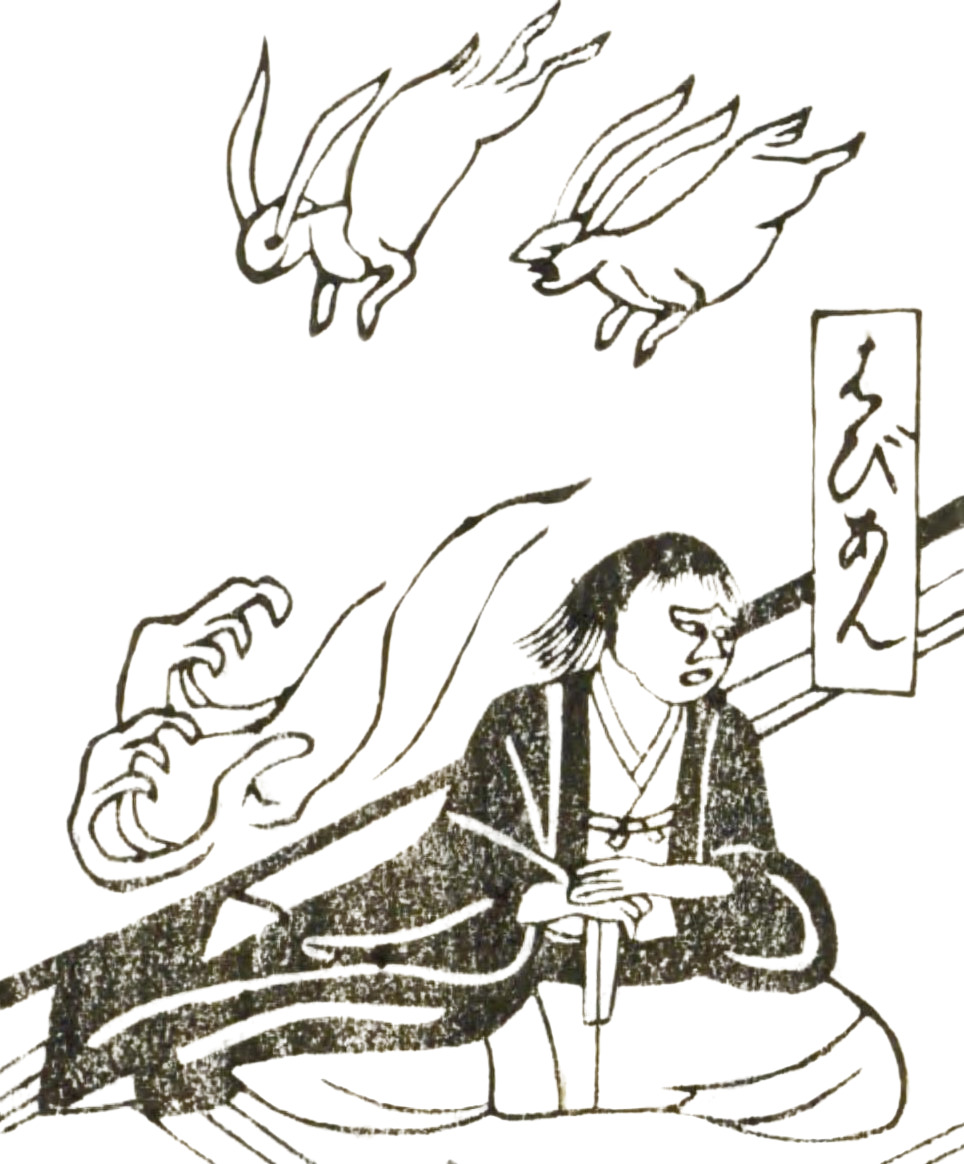
ハビアン。寛文5（1665年）版『吉利支丹退治物語』中巻の挿絵より部分。

ハビアン（Fucan Fabian、1565年（永禄8年） - 1621年（元和7年1月））は、安土桃山時代から江戸時代初期の人物。本名不詳。禅僧を経てイエズス会の門をたたき、修道士（イルマン）として活動したが、後に棄教してキリスト教徒弾圧に協力した。またキリスト教と他の宗教を比較した著作を残したことでも知られる。不干斎 巴鼻庵（ふかんさい はびあん）と号した。

## 生涯・人物
1565年（永禄8年）、加賀国または越中国にて誕生。母のジョアンナは北政所（おね、高台院）の侍女となった。始めは大徳寺の禅僧となり、恵俊または恵春と称したとされる。
1583年（天正11年）、京都で母とともに受洗。高槻、大坂のセミナリヨで学び、1586年（天正14年）にイエズス会に入会して修道士となった。豊臣秀吉のバテレン追放令を逃れて山口、長崎、加津佐などを経て、天草のコレジオで日本語を教える傍ら、同地で『天草本平家物語』を編纂した。また自身の経験により『仏法』を著し、これより後はキリスト教を擁護し、仏教を批判する論陣を張った。1603年（慶長8年）に京都に戻ると、1605年（慶長10年）、護教論書『妙貞問答』を著す。本書は、2人の尼の対話形式で記され、キリシタンである幽貞が神道・儒教・仏教を批判し、キリスト教の教理を説いて妙秀を入信に導くという内容。1606年（慶長11年）には林羅山と論争し、当時支持されつつあった地球球体説と地動説を主張した。
ところが1608年（慶長13年）、イエズス会外国人上長者への反発の末に修道女と駆け落ちして棄教し、1614年（慶長19年）には長崎でキリシタン迫害に協力するに至った。晩年の1620年（元和6年）にはキリスト教批判書『破提宇子』（は・だいうす：デウスを破却する意）を著した。
1621年（元和7年）、死去。

## 年譜
- 1565年（永禄8）- 加賀国または越中国にて誕生。幼くして京都、大徳寺あるいは建仁寺に入る。僧名は恵俊、恵春あるいは雲居。
- 1583年（天正11）- 北政所につかえていた母（ジョアンナ）とともに京都で受洗、高槻神学校セミナリオに入学。洗礼名ハビアン。動機にキリスト教の社会奉仕精神、絶対性などの教理、母のすすめなど諸説。
- 1586年（天正14）- イエズス会の修道士になり、臼杵修練院ノビシアドに移る。
- 1588年（天正16）- 千々松、有家高等神学校コレジオに移る
- 1590年（天正18）- 加津佐高等神学校コレジオに移る。第2回日本イエズス会総協議会に参加。追放令受けての方針検討。
- 1592年（文禄元）- 天草神学校コレジオで日本語教師。来日宣教師のテキストとして「平家物語要約版」の翻訳編纂。
- 1597年（慶長2）- 長崎トードス・オス・サントス教会に移る。仏教儒教神道の解説書、「BUPPO」の編集。
- 1603年（慶長8）- 近畿エリア布教の中心、京都下京教会に移り、仏教者とディベート。またイエズス会日本年報に論争する日本宗派に精通した修道士の記述があり、ハビアンと推測される。
- 1605年（慶長10）- 女子修道院用テキスト「妙貞問答」3巻を著す
- 1606年（慶長11）- 林羅山とディベート。また黒田如水の3回忌法要で遺族・有力者・僧侶・キリスト教者らの参列を前に説教。キリスト教団の行方を左右する重要な式典とされた中で、フランチェスコ会の報告書に大成功の記述があり、僧侶らは激怒して行政に訴える、ような説教を行う。
- 1608年（慶長13）- 京都の女学校の学生とイエズス会を脱会、棄教。教団のリーダーが学生と逃亡した形で、奈良・枚方に潜伏。
- 1612年（慶長17）- 博多に現れる。長崎に移りキリスト教徒取り締まりで行政と協力。
- 1619年（元和5）- 対象を熟知したキリスト教取締の重要人物として江戸に呼ばれ、徳川秀忠と面会。
- 1620年（元和6）- キリスト教批判書「破提宇子」を出版し、長崎・京都で騒ぎとなる。日本イエズス会は即座に禁書とし「地獄のペスト」と評した。反論書の用意、ポルトガル語版（いずれも現存せず）を教団中枢に送付するなど対応を迫られた。出版には政府の要請があったという見方もある。
- 1621年（元和7）- 長崎で死去[3]。

## 著作
- ハビアン著、海老沢有道訳『南蛮寺興廃記・邪教大意・妙貞問答・破堤宇子』平凡社〈東洋文庫〉、1964年。